# Confine tra Italia e Malta

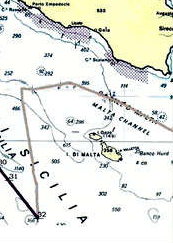
Delimitazione marittima Modus vivendi tra Italia e Malta

Il confine tra l'Italia e Malta è interamente marittimo e si estende sul Mar Mediterraneo, a sud della Sicilia. I due paesi non hanno siglato un trattato di delimitazione di un reciproco confine marittimo nella piattaforma continentale. Tuttavia sussiste un modus vivendi, instaurato con scambio di note verbali tra i rispettivi Ministri degli affari esteri, del 29 aprile 1970, riguardante la delimitazione parziale, a carattere provvisorio, dei fondali entro la batimetrica dei 200 m per mezzo della linea di equidistanza tra le coste settentrionali di Malta e le prospicienti coste della Sicilia.

## Modus vivendi
Il segmento del Modus vivendi italo-maltese in via cautelativa e provvisoria non coincide esattamente con la linea di equidistanza tra le coste, ma è leggermente spostato a nord verso quelle italiane. Esso è definito dai seguenti punti di coordinate geografiche:
- Vertice A Lat. N 36°27’ - Long. W 14°23’
- Vertice B Lat. N 36°02’ - Long. W 15°23’

La Corte internazionale di giustizia ha esaminato gli interessi italiani relativi alla delimitazione della piattaforma continentale nel Mediterraneo centrale nell'ambito della controversia tra Malta e la Libia. L'Italia ha rivendicato come propria l'area a est del meridiano 15°10’.